# Tom Clancy's Rainbow Six Mobile
Tom Clancy's Rainbow Six Mobile est un jeu vidéo de tir tactique free-to-play développé par Ubisoft Montréal et édité par Ubisoft, qui est sorti sur iOS et Android. Il s'agit de la version mobile du jeu Tom Clancy's Rainbow Six: Siege sorti en 2015.

## Système de jeu
Rainbow Six Siege est un jeu de tir tactique en 5 contre 5, où les joueurs incarnent soit les attaquants, soit les défenseurs. Chaque agent jouable est issu des forces spéciales du monde entier, apportant des compétences et équipements uniques au combat.

## Accueil
Le lundi 20 janvier à 16 h 00, le jeu s'est avéré téléchargeable pour tous les utilisateurs.
Les utilisateurs s'étant préinscrits ont pu recevoir une notification d'installation de l'application.